# Mifamurtyd
Mifamurtyd (łac. mifamurtidum) – organiczny związek chemiczny o właściwościach immunostymulujących, stosowany w leczeniu kostniakomięsaka.

## Historia
Mifamurtyd został opracowany przez firmę Novartis na początku lat osiemdziesiątych, a następnie licencję na jego wytwarzanie przekazano Jenner Biotherapies. W 2003 roku właścicielem praw do mifamurtydu stała się spółka IDM Pharma, która od tego momentu skupia się na właściwościach przeciwnowotworowych i immunomodulujących leku. Wcześniej Chiron Vaccines (wspólne przedsięwzięcie Novartis i Chiron, rozpoczęte w 1995 roku) prowadziło badania nad mifamurtydem jako adiuwantem szczepionki przeciw wirusowi HIV. Badania jednak przerwano. Mifamurtyd ma status leku sierocego w Stanach Zjednoczonych i Europie.

## Mechanizm działania

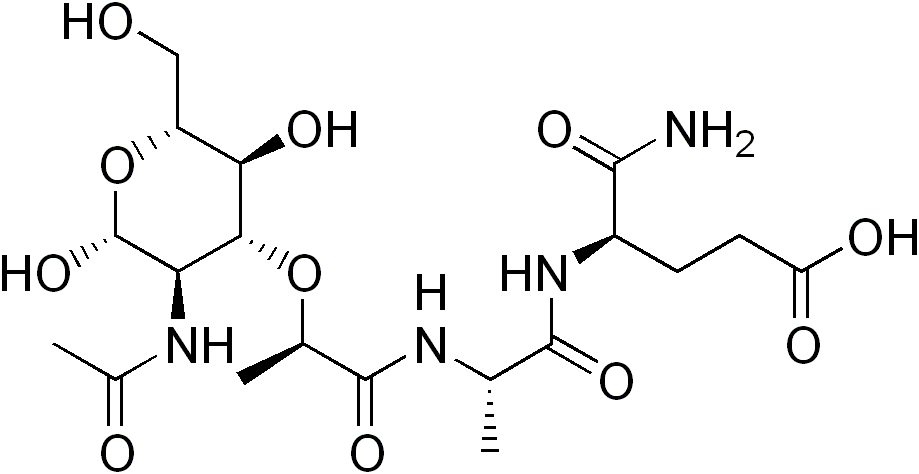
Struktura muramylodipeptydu

Mifamurtyd jest w pełni syntetycznym analogiem muramylodipeptydu (MDP), który jest najmniejszym naturalnym składnikiem ściany komórkowej prątków (Mycobacterium sp.) oraz innych bakterii Gram+ i Gram-. Posiada on działanie immunostymulujące podobne do MDP, jednak jego okres półtrwania w osoczu jest zdecydowanie dłuższy. Mifamurtyd jest ligandem NOD2 – receptora znajdującego się głównie na powierzchni monocytów, komórek dendrytycznych oraz makrofagów. Stymulacja NOD2 powoduje aktywację makrofagów, co związane jest z produkcją cytokin, takich jak czynnik martwicy nowotworu (TNF-α) i interleukin, w tym IL-1β, IL-6, IL-8, IL-12, oraz cząstek adhezyjnych, m.in. antygenu związanego z czynnością limfocytów 1 (LFA-1) i cząstek adhezji międzykomórkowej 1 (ICAM-1). Aktywowane monocyty niszczą komórki nowotworowe (zarówno allogeniczne, jak i autogeniczne), nie wykazując przy tym działania toksycznego na zdrowe komórki, co udowodniono w badaniach in vitro. Nie wiadomo dokładnie, poprzez jaki mechanizm działania aktywowane przez mifamurtyd monocyty i makrofagi wykazują działanie przeciwnowotworowe.
In vivo mifamurtyd hamuje rozwój nowotworów w modelach zwierzęcych (w tym czerniaka, raka jajnika, okrężnicy, nerek) oraz wpływa na wydłużenie czasu przeżycia bez oznak choroby.

## Wskazania
Mifamurtyd stosowany jest u dzieci, młodzieży i dorosłych w leczeniu zaawansowanego, resekcyjnego kostniakomięsaka po usunięciu guza. Lek powinien być stosowany w leczeniu skojarzonym z innymi lekami przeciwnowotworowymi.

## Farmakokinetyka
Mifamurtyd jest stosowany w postaci liposomalnej, dzięki czemu w ciągu kilku minut od podania znika z krążenia ogólnego, przenikając do tkanek. Największe stężenia mifamurtydu notuje się w wątrobie, śledzionie, nosogardzieli i tarczycy, oraz w mniejszym stopniu w płucach. Liposomalna postać leku jest szybko pochłaniana na drodze fagocytozy przez komórki układu siateczkowo-śródbłonkowego. Okres półtrwania mifamurtydu jest dwufazowy. Faza α trwa około 15, zaś łączny czas połowicznego zaniku wynosi około 18 godzin.

## Badania kliniczne
Pierwszym badaniem klinicznym było „Study 08" – nierandomizowane, otwarte, jednoośrodkowe badanie na 33 pacjentach, prowadzone przez MD Anderson Cancer Centre w latach 1988–1992. Badanie obejmowało pacjentów z kostniakomięsakiem, u których po chemioterapii nastąpił nawrót choroby, i miało na celu zbadać skuteczność mifamurtydu w zabobieganiu przerzutom do płuc. Badanie wykazało, że mifamurtyd nieznacznie wydłuża czas do nawrotu choroby.
W badaniach klinicznych „INT-0133” zastosowano mifamurtyd jako leczenie wspomagające chemioterapię z zastosowaniem metotreksatu, cisplatyny i doksorubicyny. Głównym założeniem badania było podawanie mifamurtydu pacjentom „klinicznie czystym”, tzn. bez makroskopowo widocznego guza. Stwierdzono, że takie zastosowanie leku znacznie wydłuża czas do pojawienia się remisji choroby, nawet do 6 lat (wzrost przeżywalności o 28%). To samo działanie mifamurtydu wykazano w badaniach na psach. Wykazano również, że mifamurtyd nie zmniejsza skuteczności stosowanej chemioterapii oraz nie wykazuje żadnych interakcji z lekami przeciwnowotworowymi.

## Przeciwwskazania
- Nadwrażliwość na substancję czynną lub jakikolwiek inny składnik preparatu

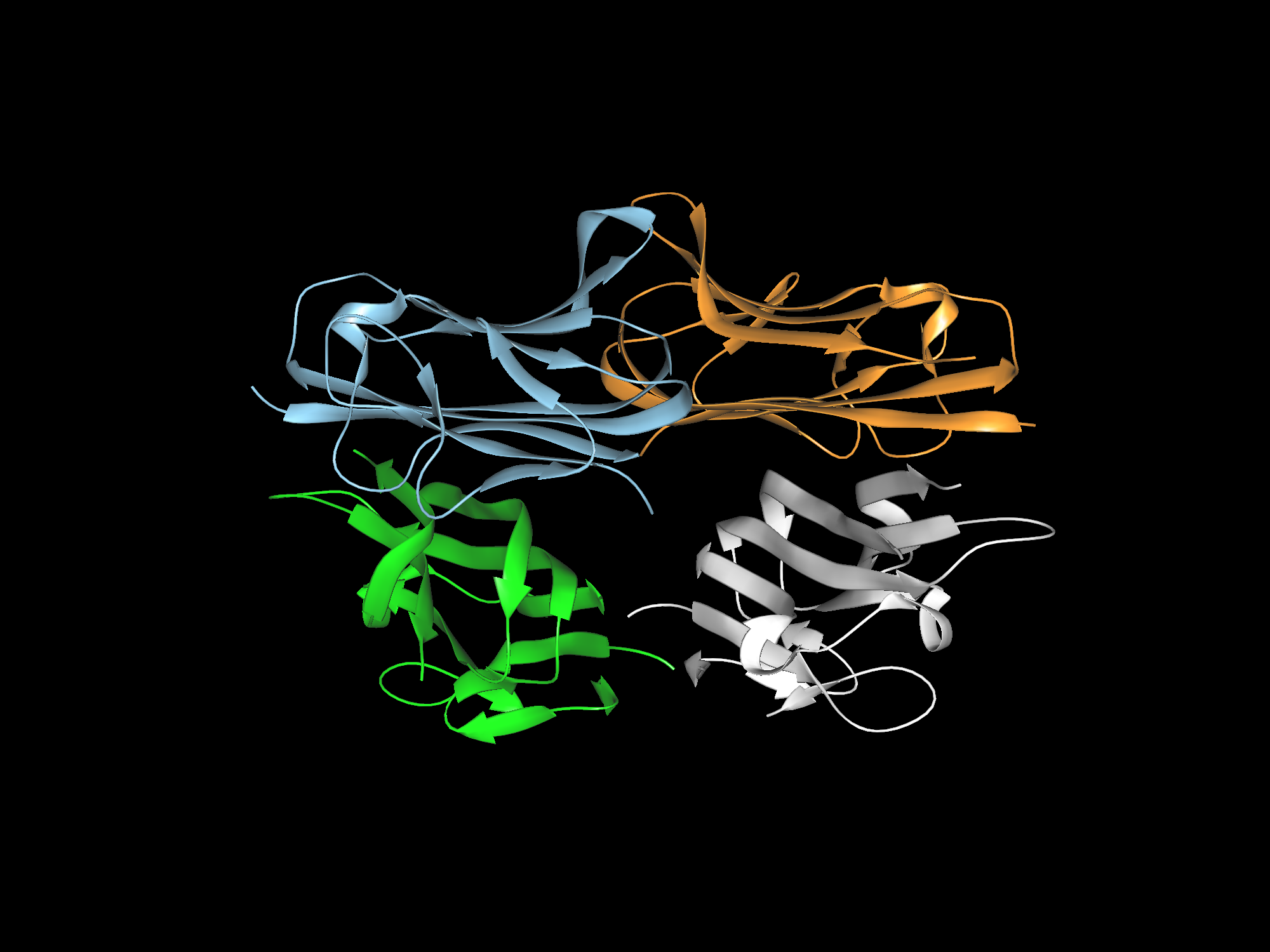
Czynnik martwicy nowotworu (TNF-α)

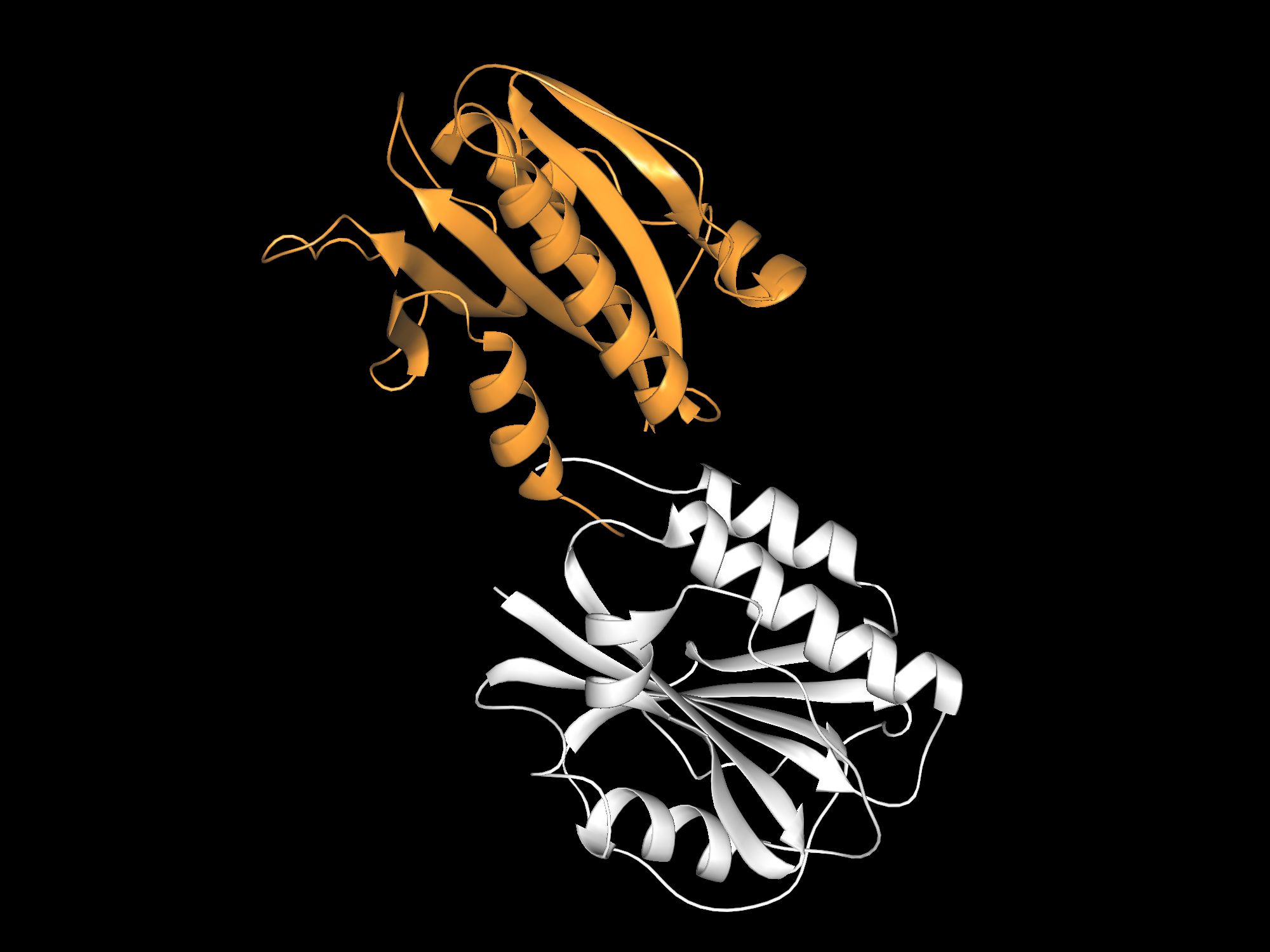
Antygen związany z czynnością limfocytów 1 (fragment α wiążący inhibitory)

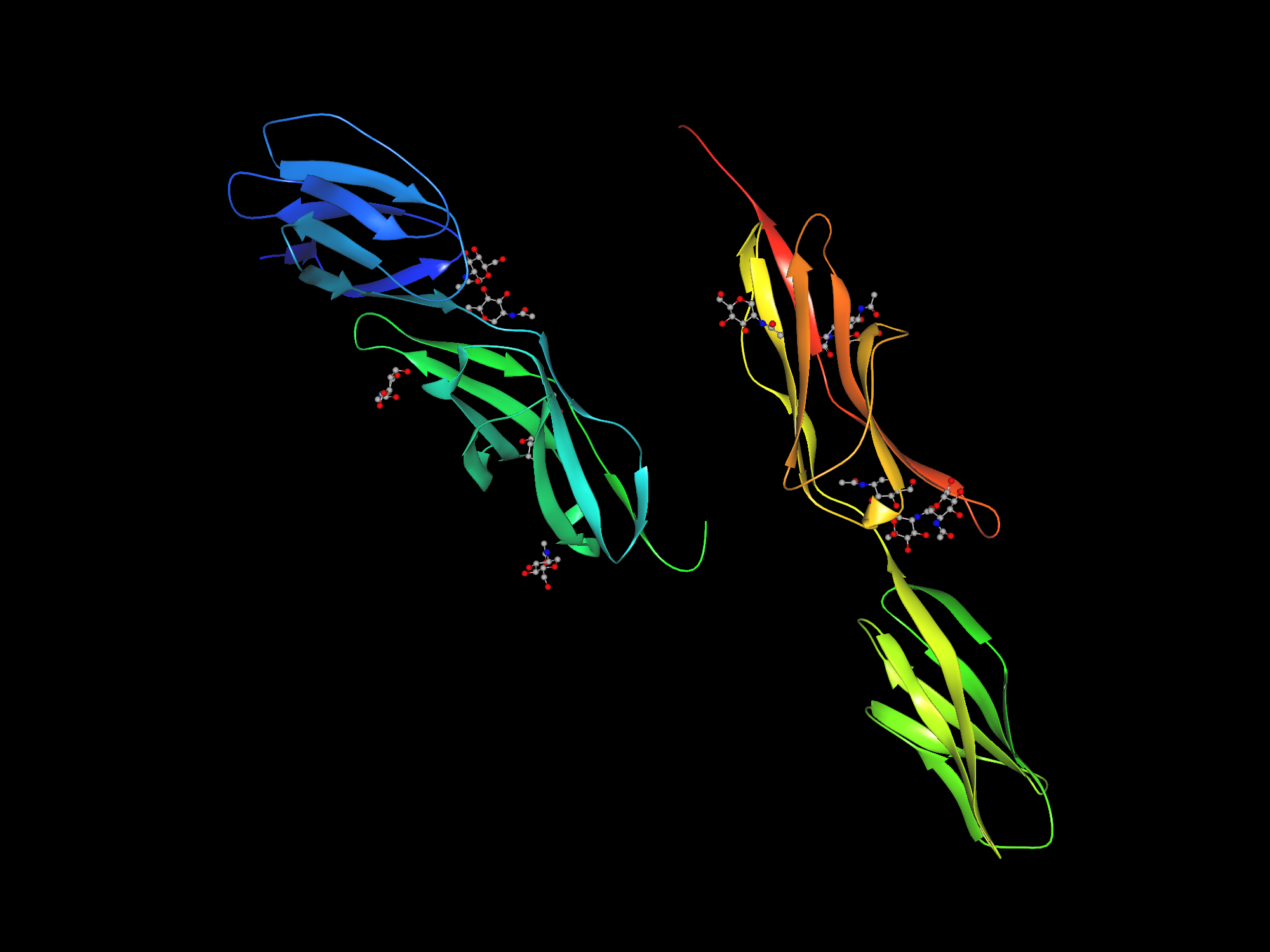
Struktura cząstki adhezji międzykomórkowej (1ic1)

- Ciąża i karmienie piersią

## Ostrzeżenia specjalne
1. Pacjentom cierpiącym na astmę lub przewlekłą obturacyjną chorobę płuc powinno podawać się leki rozszerzające oskrzela ze względu na możliwość wystąpienia niewydolności oddechowej podczas stosowania mifamurtydu u tych chorych.
2. Mifamurtyd może wywoływać przejściową neutropenię, szczególnie wtedy, gdy jest stosowany w leczeniu skojarzonym. Należy leczyć każdy epizod gorączki neutropenicznej. Jeżeli utrzymuje się ona dłużej niż 8 godzin po podaniu mifamurtydu, wskazane jest przeprowadzenie badań w kierunku sepsy.
3. Należy zachować szczególną ostrożność podczas podawania mifamurtydu pacjentom z chorobami autoimmunologicznymi, zapalnymi lub innymi chorobami tkanki łącznej ze względu na możliwość wystąpienia zapalenia osierdzia lub opłucnej.
4. Mifamurtydu nie należy podawać w tym samym wlewie ze względu na możliwość wystąpienia niezgodności. Leku nie należy podawać w postaci bolusu.
5. Ze względu na brak szczegółowych badań w zakresie farmakokinetyki mifamurtydu, zaleca się szczególną ostrożność wobec pacjentów cierpiących na zaburzenia pracy wątroby i nerek.
6. Lek należy przygotować zgodnie z instrukcją dołączoną do opakowania.

## Interakcje
Cyklosporyna, inne leki będące inhibitorami kalcyneuryny i NLPZ podawane w dużych dawkach mogą potencjalnie wpływać na makrofagi i zdolność do fagocytozy komórek jednojądrowych, co z kolei może osłabiać działanie mifamurtydu. Nie zaleca się jednoczesnego stosowania tych leków.
Podczas leczenia mifamurtydem nie należy stosować kortykosteroidów.

## Działania niepożądane
Do najczęściej występujących objawów ubocznych stosowania mifamurtydu zaliczyć można:
- zaburzenia przewodu pokarmowego, w tym nudności (57%), wymioty (44%), zaparcia (17%), biegunki (13%) i bóle brzucha
- zaburzenia pracy serca, objawiające się m.in. łagodną lub umiarkowaną tachykardią (50%), nadciśnieniem tętniczym (26%) lub niedociśnieniem (29%)
- bóle i zawroty głowy (odpowiednio 50% i 17%)
- jadłowstręt (21%)
- zaburzenia układu oddechowego, w tym duszności (21%), kaszel (18%), tachypnoe (13%)
- bóle mięśniowo-kostne, w tym bóle mięśni (31%), bóle pleców (15%), bóle kończyn (12%) bóle stawowe (10%)
- nadmierna potliwość (11%)
- zaburzenia ucha i błędnika, w tym utrata słuchu (12%)
- dreszcze (89%)
- gorączka (85%)
- zmęczenie (53%)
- hipotermia (23%)
- złe samopoczucie (13%)
- osłabienie (13%)
- bóle w klatce piersiowej (11%)

Rzadziej wystąpić mogą:
- zakażenia
- niedokrwistość i inne zaburzenia morfologii krwi
- skórne reakcje alergiczne
- krwiomocz, częstomocz
- bolesne miesiączki
- spadek masy ciała
- parestezje
- uderzenia gorąca

## Preparaty

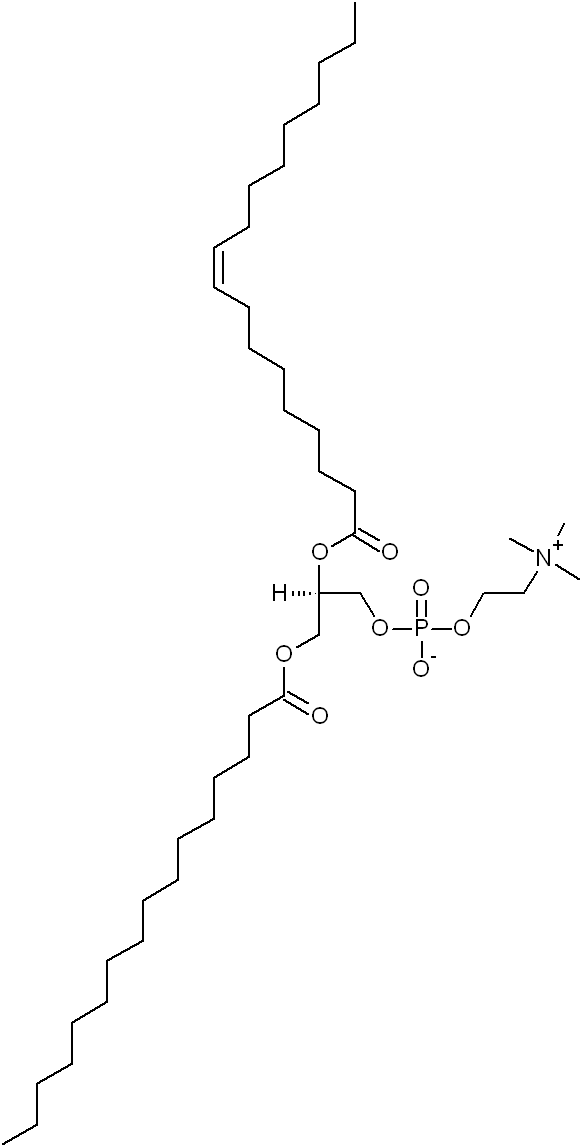
POCP

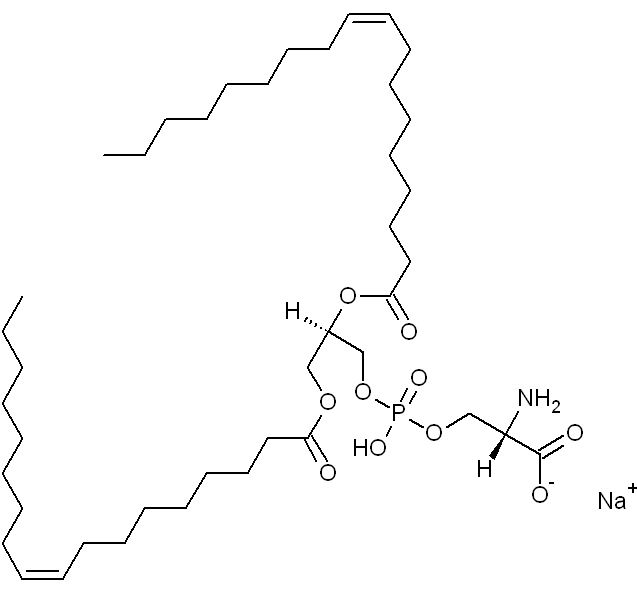
OOPS

- Mepact – IDM Pharma – fiolka 4 mg + filtr zawierający 1-palmitoilo-2-oleoilo-sn-glicero-3-fosfocholinę (POPC) i sól sodową 1,2-dioleoilo-sn-glicero-3-fosfo-L-cholinę (OOPS) do wytworzenia kapsułek liposomalnych[39]

## Synteza mifamurtydu
Mifamurtyd może być otrzymywany dwoma metodami. Pierwsza opiera się na estryfikacji N-acetylomuramylo-L-alanylo-D-glutamylo-L-alaniny N-hydroksysukcynoimidem w obecności dicykloheksylokarbodiimidu w środowisku dimetyloacetamidu. Produktem wyjściowym jest ester, który następnie poddaje się kondensacji z O-(1,2-dipalmitoilo-sn-glicero-3-fosforylo)etanoloaminą w obecności trietyloaminy również w środowisku dimetyloacetamidu.

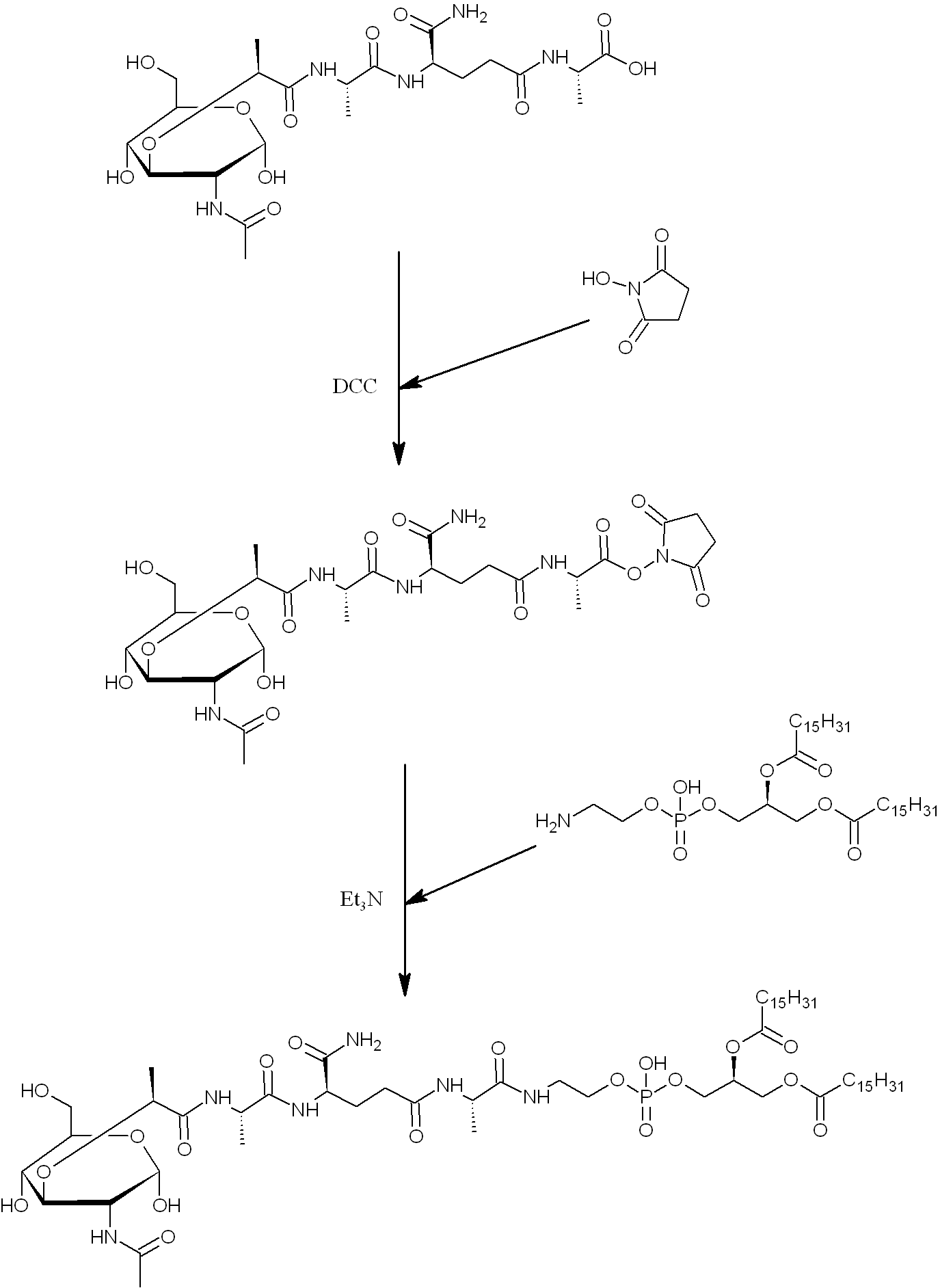
Synteza mifumartydu – metoda pierwsza

Druga metoda różni się od poprzedniej tym, że estryfikacji poddaje się N-acetylomuramylo-L-alanylo-D-glutaminę, której ester z N-hydroksysukcynoimidem kondensuje się z N-alanylo-O-(1,2-dipalmitoilo-sn-glicero-3-fosforylo)etanoloaminą.

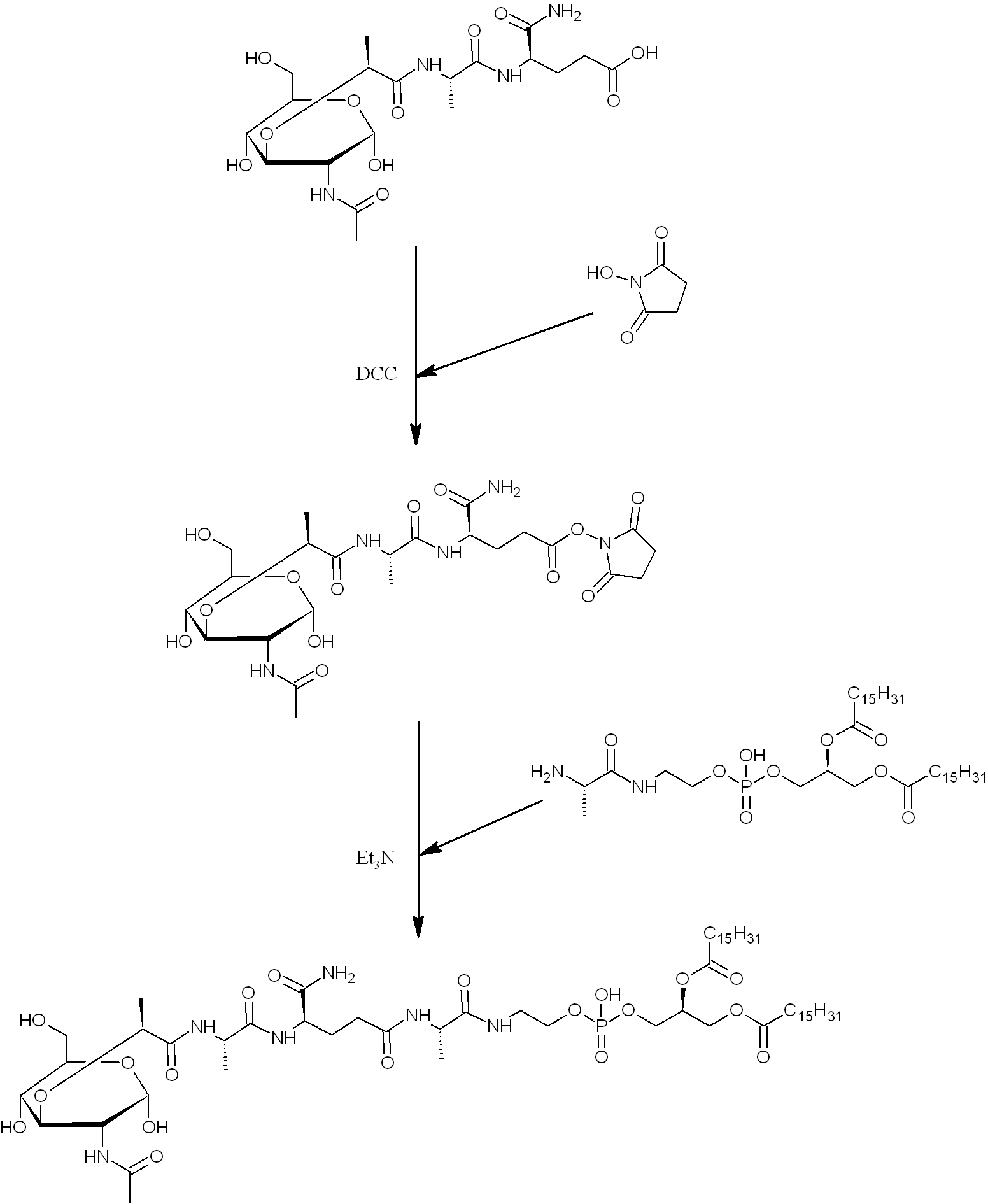
Synteza mifamurtydu – metoda druga